# CCCP Hockey
CCCP Hockey är en svensk dokumentär om Sovjetunionens herrlandslag i ishockey visad första gången i SVT den 28 april 2004.

## Handling
CCCP Hockey är dokumentärfilmen om den sovjetiska superfemman även kallad The Big Red Machine: Krutov-Larionov-Makarov-Fetisov-Kasatonov som under 1980-talet dominerade ishockeyn på klubbnivå i CSKA Moskva och i det sovjetiska landslaget. Ett landslag som vann nästan allt som gick att vinna. Laget spelade bland annat 50 matcher i rad mot Sverige utan att förlora, vann bland annat med 13-1 mot silvermedaljörerna Sverige vid  världsmästerskapet 1981 i Göteborg. Spelarna blev Sovjetunionens sista stora idrotthjältar. 
Historien om superfemman är dramatisk även på det privata planet. Som de första sovjetiska spelarna tog de klivet över till NHL i Nordamerika, efter en uppslitande strid inom femman och med den demoniska tränaren Viktor Tichonov. I CCCP Hockey framträder de alla fem för första gången och Tichonov ger själv sin syn på konflikten som skakade sovjetisk ishockey och såren som ännu inte läkt.

## Priser
CCCP-Hockey vann förstapris i dokumentärklassen vid den 22:a festivalen för sportfilm och TV i Milano. Festivalen är världens största Film- & TV-festival för sportfilmer.

## Video
Filmen släpptes 2005 på DVD.